# سید حسن امین عاملی
حسن امین عاملی نویسنده، قاضی، مورخ و عالم شیعی لبنانی و فرزند سید محسن امین بود. وی نویسنده «دانشنامه اسلامی شیعه» است.

## زندگی‌نامه
امین در سال ۱۹۰۸ میلادی در دمشق متولد شد. او به همراه خانواده‌اش در ابتدای جنگ جهانی به یکی از شهرهای جبل عامل رفتند و دوران نوجوانی خود را در آن‌جا طی کرد. سید حسن امین در پایان کلاس ششم ابتدایی، مقاله ای را در مجله العرفان منتشر می‌کند که آن مقاله را فتح بابی برای کارهای علمی خودش می‌داند. دوره متوسطه را در سال ۱۹۳۲ به پایان می‌رساند و به تحصیل رشته حقوق در دانشگاه دمشق می‌پردازد. پس از تحصیلات به دعوت محمد رضا شبیبی، وزیر معارف وقت دولت عراق، به عراق می‌رود تا به تدریس در دانشگاه‌های آنجا مشغول شود. اما مجدد در سال ۱۹۴۵ به لبنان بازگشته و در منصب قضاوت می‌نشیند و به فعالیت‌های علمی و سیاسی خود ادامه می‌دهد. وی سرانجام در سال ۲۰۰۲ درگذشت

## آثار
1. دائرةالمعارف الإسلامیة الشیعیة (در چندین جلد)
2. الموسوعة الإسلامیة (شش جلد)
3. مستدرکات أعیان الشیعة (ده جلد)
4. الذکریات
5. عصر حمد المحمود (عن تاریخ جبل عامل)
6. من بلد إلی بلد
7. حل وترحال
8. الغزو المغولی
9. قیم خالدة فی التاریخ والأدب
10. ثورات فی الإسلام
11. ثورة إیران فی أصولها الشیعیة
12. دولة الموحدین
13. علی دروب باکستان
14. صلاح الدین الأیوبی بین العباسیین والفاطمیین والصلیبیین
15. الرضا والمأمون وولایة العهد
16. الشهید الأول محمد بن مکی
17. الإسماعیلیون والمغول ونصیر الدین الطوسی
18. الوطن الإسلامی بین السلاجقة والصلیبیین
19. إطلالات علی التاریخ
20. جبل عامل السیف والقلم
21. جنکیز وهولاکو والغزو المغولی للبلاد الإسلامیة
22. ذکریات قضائیة ووقفات عاطفیة
23. سراب الاستقلال فی بلاد الشام
24. صراعات فی الشرق الأوسط
25. غارات علی بلاد الشام
26. فی خضم التاریخ
27. مقالات فی التاریخ والأدب
28. من التاریخ قدیما وحدیثا
29. من نوابغ خراسان
30. من دفتر الذکریات الجنوبیة
31. لمحات من تاریخ التشیّع
32. مظاهرات وثورات وحروب عربیة
33. سیرة السید محسن الأمین
34. نصوص القرآن فی أمناء الرحمن